# Клеричи, Фабрицио
Фабри́цио Кле́ричи (итал. Fabrizio Clerici; 15 мая 1913, Милан — 8 июня 1993, Рим) — итальянский художник и сценограф.

## Биография
Родился в Милане 8 июня 1913 года. Обучался в художественных лицеях Милана и Рима. Позднее учился в Высшей школе архитектуры в Риме, которую окончил в 1937 году.
С 1936 года был в дружеских отношениях с Альберто Савинио, а с 1938 года — с его братом Джорджо Де Кирико. В 1944 году он встретился в Риме с художницей Леонор Фини, которая стала его «музой» и ввела его в круг новой итальянской школы фантастической живописи (англ. new Italian school of fantasy). С 1947 по 1973 годы работал художником-оформителем для различных театров, за эти годы подготовил декорации для многочисленных спектаклей. Сотрудничал в том числе с хореографом Аурелем Миллоссом и театральным режиссёром Джорджо Стреллером. В 1953 году совершил большое путешествие по странам Ближнего Востока и Северной Африки — результатом этой поездки стал цикл картин и рисунков. С 1986 по 1988 годы был президентом римского художественного объединения «Академия Святого Луки». Несмотря на ухудшающееся зрение, приведшее в 1983 году к серьёзным повреждением сетчатки глаз, продолжал работать вплоть до последних дней своей жизни, усиливая зрение при помощи мощных оптических инструментов. Скончался в Риме 8 июня 1993 года.
После его смерти был создан «Архив Фабрицио Клеричи», который по завещанию курирует его ученик Эрос Ренцетти.

## Работы

### Рисунок и живопись
Живописные работы, акварели и гуаши Фабрицио Клеричи обладают особым колоритом, они совершенны по форме и композиции. Они близки к метафизической живописи, наполнены отсылками к мифологии, эзотерике и археологии. Многие художественные произведения основаны на впечатлениях автора от различных литературных произведений и изобразительных произведений других авторов. Среди многочисленных работ художника выделяются:
- Цикл «Римский сон» (итал. Il sonno romano, 1955—1985).
- Цикл работ под влиянием Джованни Баттисты Пиранези (1974—1975).
- Цикл «Триумфы» (итал. Trionfi, 1987).
- «Остров мёртвых» по мотивам одноимённой картины Арнольда Бёклина.
- Цикл работ, посвящённых архитектору Джакомо Делла Порте и энтомологу Улиссе Альдрованди

Художественные работы Фабрицио Клеричи выставлялись на многочисленных групповых и индивидуальных выставках, среди которых самыми важными считаются:
- Выставка в Королевском дворце в Казерте, 1987.
- Выставка в Национальной галерее современного искусства, Рим, 1990.
- Выставка в Палаццо Сарчинелли[итал.], Конельяно, 1999.

### Театр
Фабрицио Клеричи оформил большое количество спектаклей, среди которых выделяются:
- «Орфей» — балет Игоря Стравинского, 1948, театр «Ла Фениче», Венеция.
- «Коронация Поппеи» — опера Клаудио Монтеверди, 1949, театр «Ла Фениче», Венеция.
- «Дидона и Эней» — опера Генри Пёрселла, 1949, Римский оперный театр.
- «Сон в летнюю ночь[англ.]» — опера Бенджамина Бриттена, 1961, театр «Ла Скала», Милан.
- «Турандот» — опера Ферруччо Бузони, 1962, театр «Ла Скала», Милан.
- «Салат» — балет Дариюса Мийо, 1963, Венская государственная опера.

### Иллюстрация
Фабрицио Клеричи — автор иллюстраций более чем к 30 книжным изданиям, в том числе:
- «Бестиарий, басни и фацетии» Леонардо да Винчи, 1945.
- «Письма о странности парижской моды и костюмов» Джамбаттиста Марино, 1952.
- «Государь» Никколо Макиавелли, 1961.
- «Сатирикон» Петрония, 1963.
- «Неистовый Роланд» Лудовико Ариосто,1967.